# 세일러복과 기관총 (노래)
《세일러복과 기관총》(セーラー服と機関銃)은 야쿠시마루 히로코의 데뷔 싱글로 1981년 11월 21일에 키티 레코드사(현 유니버설 뮤직)에서 발매되었다.

## 해설
1981년 영화 《세일러복과 기관총》의 주제가였으며, 이 작품의 주연인 야쿠시마루 히로코가 불렀다. 이는 야쿠시마루 히로코의 여러곡 중 최대 히트곡이다.
잠시동안 가도카와 영화는 주연배우 가 영화 주제가를 부른다는 패턴이 있었고, 그 시작은 위 서술한 영화다.
원래 영화 주제가는 작곡가 기스기 다카오가 부른〈꿈의 도중〉이란 곡이었지만, 위 영화의 총감독이었던 소마이 신지가 당시 사장이었던 가도카와 하루키에게 “야쿠시마루에게 노래를 부르게 해야한다”라며 진언했기 때문에 하루키는 다카오가 소속된 키티 레코드 사장 다가 히데노리에게 이를 타진하게 된다. 이에 다카오가 부른 곡이 보류되었으며, 작사자이며 다카오의 친누나인 기스기 에쓰코가 격분했고, 다카오가 CBS 소니(현 소니 뮤직)으로 이적하기 일보직전까지 갔었다. 이 때문에 야쿠시마루 히로코가 부른〈세일러복과 기관총〉및 기스기 다카오가 부른〈꿈의 도중〉이 동시 발매되었다. 이 결과 두곡 모두 롱 히트했으며, 기스기 다카오는 유명 아티스트의 반열에 오르게 되었다.
아울러〈꿈의 도중〉과 오리지널〈세일러복과 기관총〉은 모두 호시 가쓰가 편곡하였으며, 그의 편곡은 심플한 아르페지오와 드럼셋으로 시작하는 사운드가 인상적이다. 하지만, 가수 야쿠시마루 히로코의 소속사가 도시바 EMI로 바뀌었기 때문에, 현재 들을 수 있는〈세일러복과 기관총〉은 이노우에 아키라가 편곡한 버전이 대부분이다.
〈꿈의 도중〉이 원안곡이며,〈세일러복과 기관총〉은 앞선 곡의 가사 몇 소절을 제외하곤 거의 같다. 같은 곡에 다른 명칭으로 불리던 노래가 모두 히트한 것은 이례적인 일이다.
싱글판 구입시 선착순 10만명에 한하여 오리지널 책갈피를 끼워 판매하기도 했다. 1996년 7월 25일, 2006년 12월 6일 재발매되었다.
덧붙여 제33회 NHK 홍백가합전에서는 사쿠라다 준코가 출전곡으로 불렀으며, 2006년, 2008년에는 각각 나가사와 마사미, 오치아이 유리카의 싱글로 발매되기도 했다.

## 수록곡
1. 세일러복과 기관총(セーラー服と機関銃)

- 작사: 키스기 에츠코 / 작곡: 키스기 다카오 / 편곡: 호시 가츠

1. 보통 무지개(あたりまえの虹)

- 작사: 오쿠라 게이 / 작곡: 키스기 다카오 / 편곡: 호시 가츠

## 대중매체
- 토에이계에서 개봉된 《세일러복과 기관총》의 주제가

## 커버
- 2006년 나가사와 마사미(호시 이즈미 명의)의 《세일러복과 기관총》에서 커버
- 2007년 카토 에미리의 《럭키스타 캐릭터송 VOL.2》에서 커버
- 2008년 오치아이 유리카의 《세일러복과 기관총/유리가코》에서 커버
- 2009년 《노랫소리찻집하코부네~영업중~》에서 시라이시 료코가 커버

## 2006년 리메이크
세라복과 기관총(セーラー服と機関銃)은 나가사와 마사미의 주연 드라마 《세라복과 기관총》에서의 역할명인 호시 이즈미 명의로 발매한 싱글이다. 빅터 엔터테인먼트에서 2006년 10월 25일 발매되었다.

## 개요
1981년 영화 《세일러복과 기관총》의 리메이크 판으로, TBS계에서 방송된 동명 드라마 《세라복과 기관총》의 주제가이다. 영화판의 야쿠시마루 히로코에 이어 나가사와 마사미가 직접 주제가를 불러 싱글 발매되었다.
또한 나가사와 마사미의 데뷔 싱글이기도 하지만, 역할의 이름 명의로 발매되고 있기 때문에, 기획 작품으로 정식 데뷔곡은 아니다.

## 수록곡
1. 세일러복과 기관총

작사: 키스기 에츠코 / 작곡: 키스기 타카오 / 편곡: 마에지마 야스야키
1. 세일러복과 기관총 ~ for Sing ~
2. 세일러복과 기관총 ~ TV edit ~

## 순위
- 일본 골든디스크 - 골드
- 일본 오리콘 싱글 챠트 - 4위

## 같이 보기
- 세일러복과 기관총